# Festival de Naples 1954
Le deuxième festival de la chanson napolitaine s'est tenu à Naples du 20 au 22 mai 1954, sous la direction de Nunzio Filogamo et Marcella Davilland.
En 1953, l'événement n'a pas eu lieu, la Rai ayant stipulé que le Festival aurait lieu tous les deux ans. Cependant, en raison d'une vive controverse, cette règle fut rapidement abolie.
Suonno d'ammore, de Francesco Saverio Mangieri, interprété par Achille Togliani et Tullio Pane, remporte le premier prix. L'année suivante, le film du même nom, avec Achille Togliani, est projeté dans les salles de cinéma.

## Charts, chansons et chanteurs
| Position | Chanson                 | Auteurs                                  | Artiste                               | Votes |
| -------- | ----------------------- | ---------------------------------------- | ------------------------------------- | ----- |
| 1re      | Suonno d'ammore         | (Francesco Saverio Mangieri)             | Achille Togliani - Tullio Pane        | 71    |
| 2e       | Tre rundinelle          | (Nisa et Cesare Andrea Bixio)            | Gino Latilla - Franco Ricci           | 31    |
| 3e       | Semplicità              | (Roberto Murolo et Salvatore Mazzocco)   | Achille Togliani - Maria Longo        | 23,5  |
| 4e       | Balcone chiuso          | (Duyrat, Vincenzo Russo et Antonio Vian) | Gino Latilla - Franco Ricci           | 22,1  |
| 5e       | Penzammoce              | (A. Soprani et A. Avitabile)             | Giacomo Rondinella - Achille Togliani | 17,3  |
| 6e       | 'O core vo' fa sciopero | (F. S. Grasso et M. Cozzoli)             | Carla Boni - Maria Paris              | 17,2  |
| 7e       | Doie lacreme            | (Michele Galdieri et Carlo Innocenzi)    | Gino Latilla - Franco Ricci           | 11,2  |
| 8e       | Mannaggia 'o suricillo  | (A. Bonaccorsi)                          | Katyna Ranieri - Maria Paris          | 10,1  |
| 9e       | Aieressera              | (A. Mangione et M. Cosentino)            | Tullio Pane - Achille Togliani        | 9,2   |
| 10e      | Pulecenella             | (C. Parente et S. Palligiano)            | Katyna Ranieri - Giacomo Rondinella   | 9,2   |

### Non-finalistes
| Chanson                         | Auteurs                          | Artiste                             |
| ------------------------------- | -------------------------------- | ----------------------------------- |
| Canta cu me!!                   | (M. Sessa et R. De Rosa)         | Katina Ranieri - Nino Nipote        |
| Ched'è l'ammore                 | (A. Cesareo et L. Ricciardi)     | Carla Boni - Nino Nipote            |
| L'ammore vo' gira'              | (G. Rocca et Furio Rendine)      | Maria Paris - Carla Boni            |
| Na buscia                       | (E. De Mura et A. Galante)       | Achille Togliani - Maria Longo      |
| Na chitarra sta' chiagnenno     | (P. Fiorelli et Mario Ruccione)  | Achille Togliani - Antonio Basurto  |
| Quann'ero surdato               | (A. Rispoli et M. Cambi)         | Gino Latilla - Antonio Basurto      |
| Ricuordate e me                 | (Tiberino)                       | Carla Boni - Maria Longo            |
| Ruota 'e fuoco e faccia 'e neve | (L. Cioffi et G. Cioffi)         | Gino Latilla - Antonio Basurto      |
| Serenata embe'                  | (A. Ciolfi)                      | Katyna Ranieri - Giacomo Rondinella |
| Speranza                        | (T. De Filippis et M. Campanino) | Katyna Ranieri - Tullio Pane        |

## Orchestre
Les chanteurs "napolitains" sont dirigés par le maestro Luigi Vinci, tandis que l'orchestre "italien" est dirigé par Cinico Angelini.

## Organisation
Contrairement à l'année précédente, l'organisation du deuxième festival relève cette fois de la seule responsabilité de la Rai. L'ensemble de l'événement est diffusé sur le deuxième programme radio (aujourd'hui Rai Radio 2), à partir de 22 heures et jusqu'à 1 heure du matin pour chacun des trois soirs, avec une pause de 23 h 30 à minuit, pendant laquelle une place est accordée aux informations et à d'autres émissions.